# 아버지와 아들 (소설)

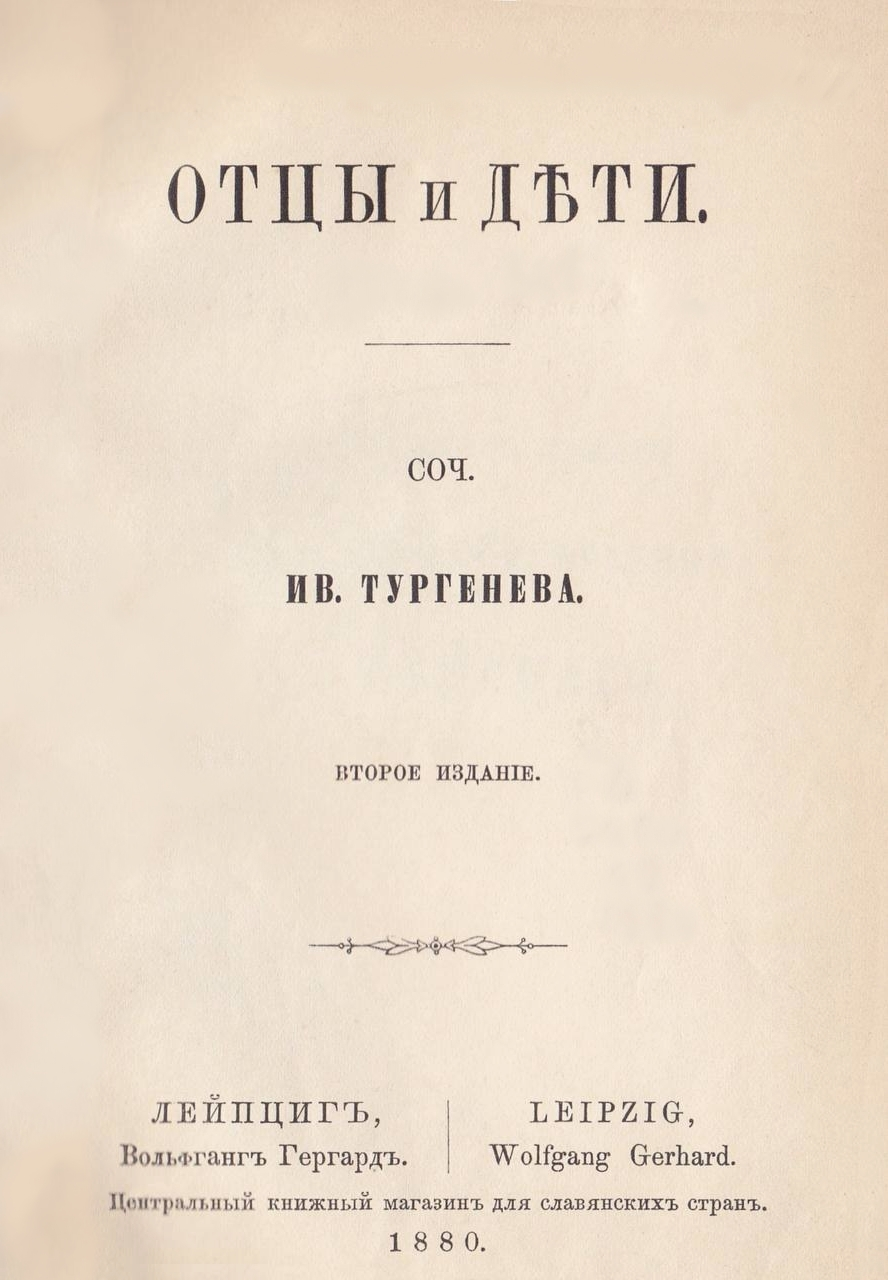

《아버지와 아들》(러시아어: Отцы и дети)은 이반 투르게네프의 1862년 장편소설이다.
작자가 영국체재 중에 목격한 한 청년 의사의 강렬한 인상에서 허무주의자인 주인공 바자로프의 이미지가 떠올랐다고 하는데 이와 함께 당시 러시아 사회에 새로 대두하고 있던 잡계급 인텔리겐차의 존재에 의해 촉발된 것도 사실이다.
의학생 바자로프(러시아어: Базаров)는 유물적 실증주의의 입장에서 일체의 권위를 인정하지 않는다. 그에게 있어 가치가 있는 것은 실용적 효용을 지닌 과학뿐이다. 친구의 집에 체류 중에 친구의 백부로서 아버지 세대에 속하는 교양주의자 파베르와 격론 끝에 결투를 벌이고 만다. 친구 약혼자의 언니가 되는 아름다운 미망인 오진초바를 사랑하나, 그의 이성은 사랑을 단순히 유해한 감정이라 해서 배척한다. 결국 그녀의 곁을 떠나 시골에 칩거하면서 의료에 전념하다가 해부 중에 손가락에 독이 들어가 급사한다.
이 작품은 바자로프의 인물상에 관해 한편에서는 진보적 청년의 캐리커처라 해서 좌파로부터 또 한편에서는 이들 청년을 미화시키고 있다고 해서 보수파로부터 맹렬한 비난을 받았다. 그러나 바자로프는 러시아 문학에 처음으로 나타난 강렬한 적극적 남성이자, 소비에트 문학 주인공의 선구자라고도 할 수 있다. 작품 가운데, 바자로프에 대해 사용된 니힐리스트란 용어는 그 후 세계적으로 퍼졌다.
신구세대 간의 불가피한 대립이라는 영원한 주제를 다룬 이 소설은 투르게네프의 최고 걸작이다.